# The Greater Good
"The Greater Good" (titulado "El bien común" en España y "El bien mayor" en Latinoamérica) es el episodio vigésimo primero de la primera temporada de la serie Lost, de la cadena de televisión ABC. Locke aparece en el funeral de Boone, aumentando la tensión entre ese y Jack. Shannon le pregunta a Sayid  si puede vengar la muerte de su hermano, forzándolo a decidir entre su amor o sus valores humanos. Está centrado en Sayid Jarrah.

## Trama

### Flashbacks
Sayid recuerda como llegó a Australia, cuando la CIA le obligó a infiltrarse en una célula terrorista que planeaba un atentado en Sídney. A cambio de la información, le darían el bienestar y paradero de su querida Nadia. La posición de Sayid era óptima dado que un viejo compañero suyo, Essam, de la universidad de El Cairo era la clave en el atentado. El iraquí consigue la confianza de los terroristas con poca dificultad y con el paso de los días, descubre sus planes. Pero las cosas no salen como deberían haberlo hecho, ya que cuando Sayid le confiesa su misión y trata de disuadirlo, Essam se suicida. No obstante, decide enterrarle, aunque por esto Sayid pospone su viaje a Los Ángeles. Después Sayid abandona Sídney, apesadumbrado por la resolución de su misión, en el fatídico vuelo 815, hacia California, donde está viviendo Nadia.

### En la isla
El grupo se enfrenta a la pérdida de uno de ellos y en el medio del funeral, Locke se aparece para contar lo sucedido con Boone y lo que descubrieron (la avioneta). Jack está cansado y débil por los esfuerzos del día anterior y está convencido de que Locke oculta algo. Kate le obliga a descansar para que pueda recuperarse.
Locke habla con Shannon, le entrega la mochila de Boone y se disculpa con ella, pero ella está muy dolida y le dice a Sayid que sí hay algo que puede hacer y es "encargarse" de Locke. Sayid habla con el aventurero y le dice que le muestre el avión, en caso de que puedan recuperar algún objeto de valor. Una vez allí, se produce un momento de tensión entre ambos hombres cuando Sayid saca la pistola, pero Locke logra resolver la situación al revelar un misterio: sabe quién fue el que golpeó la cabeza a Sayid. Este parece convencido y más tarde le dice a Shannon que cree la versión de Locke, así que la chica decide hacer las cosas a su manera. Ella roba la llave del maletín de las armas, mientras Jack duerme, e intenta matar a Locke, aunque Sayid consigue evitarlo a último momento.
Pero todo tiene su recompensa y finalmente, Sayid es llevado por Locke ante la inexpugnable escotilla.